# Whitesburg
Whitesburg város az Amerikai Egyesült Államok Kentucky államában, Letcher megyében, melynek megyeszékhelye is. Lakosainak száma 1773 fő (2020. április 1.).

## Népesség
A település népességének változása:

| 2010 | 2 139 |
| 2020 | 1 773 |